# Herrenberg

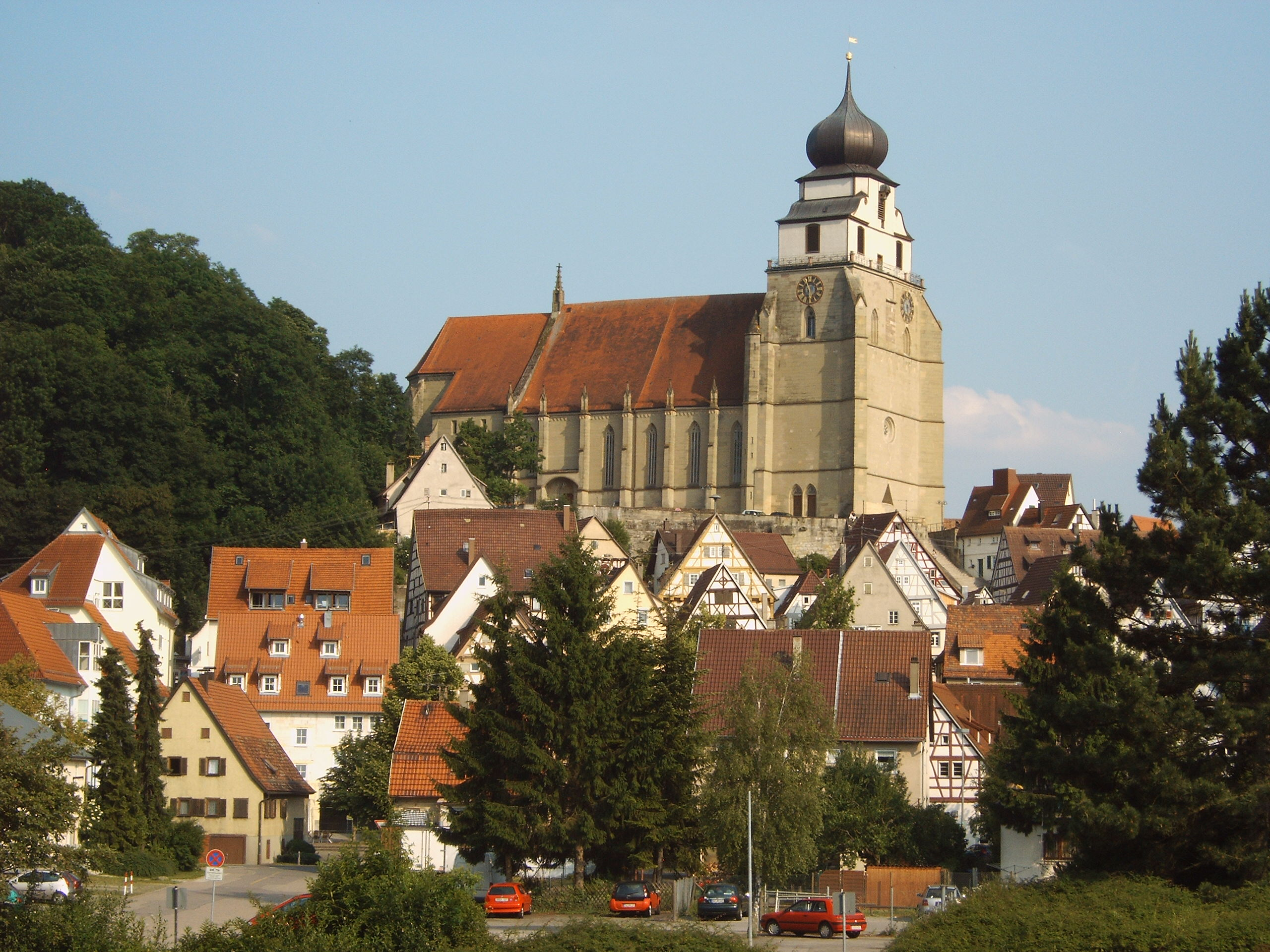
Altstadt und Stiftskirche

Herrenberg  ist eine Stadt in der Mitte Baden-Württembergs, etwa 30 km südwestlich von Stuttgart und 20 km westlich von Tübingen. Sie ist die nach Einwohnerzahl viertgrößte, flächenmäßig größte Stadt des Landkreises Böblingen und bildet ein Mittelzentrum für die umliegenden Gemeinden. Seit dem 1. Januar 1974 ist Herrenberg eine Große Kreisstadt. Mit den Gemeinden Deckenpfronn und Nufringen ist die Stadt Herrenberg eine Vereinbarte Verwaltungsgemeinschaft eingegangen.

## Geographie

### Geographische Lage

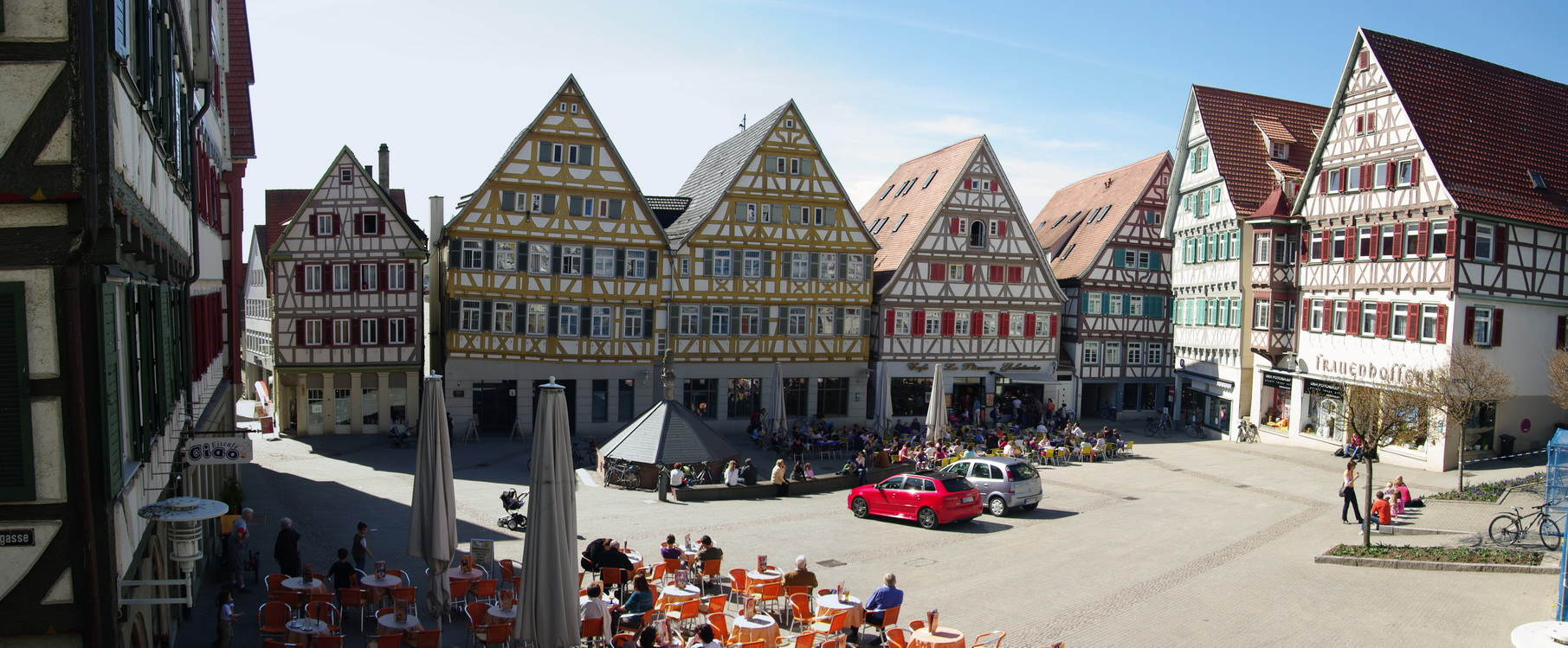
Marktplatz

Herrenberg liegt am Fuß des Schlossbergs, eines Ausläufers des Schönbuchs in das Korngäu bzw. Obere Gäu. Im westlichen Stadtgebiet entspringt die Ammer, ein kleiner linker Nebenfluss des Neckars. Das gesamte Kernstadtgebiet Herrenbergs liegt in einer Senke zwischen dem Schönbuch im Osten, den Schwarzwaldausläufern im Westen und jeweils höher gelegenen Teilen des oberen Gäus im Norden und Süden. Wie eine große Wanne ist das Stadtgebiet Herrenbergs daher auf den Abfluss allen Niederschlags über den Aischbach und weiter über die Ammer angewiesen, die Gültstein und Altingen noch in einem breiten Tal, dann bei Reusten aber eine grabenartig enge Struktur durchfließt, die dem Herrenberger Becken auch einen südöstlichen, fast vollständigen hydrologischen Abschluss gibt. Somit liegen die Stadtteile Oberjesingen, Kuppingen, Affstätt und Haslach merklich höher als die Kernstadt, Mönchberg und Kayh in ähnlicher Höhe am Südwesthang des Schönbuchs, und Gültstein geringfügig niedriger im Tal der Ammer.
Die Stiftskirche Herrenberg liegt 442 m ü. NN. Der Aussichtspunkt auf der Schlossbergruine liegt auf 522 m Höhe. Der niedrigste Punkt des Stadtgebiets liegt mit 377,5 m in der Ammer zwischen dem Stadtteil Gültstein und dem benachbarten Ammerbuch-Altingen, der höchste nahe dem so genannten „Dreiländereck“, der heutigen Gemarkungsgrenze zwischen Deckenpfronn, Wildberg und Herrenberg, auf 602,03 m Höhe.

### Nachbargemeinden
Folgende Städte und Gemeinden grenzen an die Stadt Herrenberg. Sie werden im Uhrzeigersinn beginnend im Norden genannt:

Deckenpfronn, Gärtringen, Nufringen, Hildrizhausen und Altdorf (alle Landkreis Böblingen), Ammerbuch (Landkreis Tübingen), Gäufelden und Jettingen (beide Landkreis Böblingen) sowie Wildberg (Landkreis Calw).

### Stadtgliederung
Die Gemeinde Herrenberg umfasst neben der „Kernstadt“ noch sieben weitere eingemeindete Teilorte (Einwohnerzahlen zum Stand November 2018, als von insgesamt 32.801 Einwohnern 15.674 Bewohner der Kernstadt waren):
| Stadtteil    | Wappen                  | Eingemeindung     | Einwohner |
| ------------ | ----------------------- | ----------------- | --------- |
| Affstätt     | Wappen von Affstätt     | 1. September 1965 | 2087      |
| Gültstein    | Wappen von Gültstein    | 1. Juli 1975      | 3459      |
| Haslach      | Wappen von Haslach      | 1. Dezember 1971  | 1711      |
| Kayh         | Wappen von Kayh         | 1. Dezember 1971  | 1633      |
| Kuppingen    | Wappen von Kuppingen    | 1. Dezember 1971  | 4112      |
| Mönchberg    | Wappen von Mönchberg    | 1. Dezember 1971  | 1135      |
| Oberjesingen | Wappen von Oberjesingen | 1. März 1972      | 2990      |

Die offizielle Benennung der Stadtteile erfolgt durch den vorangestellten Namen der Stadt und durch den mit einem Bindestrich verbundenen nachgestellten Namen des jeweiligen Stadtteils. Die Stadtteile bilden zudem Wohnbezirke im Sinne der baden-württembergischen Gemeindeordnung. Außerdem sind in den Stadtteilen mit Ausnahme des Stadtteils Herrenberg Ortschaften im Sinne der baden-württembergischen Gemeindeordnung mit eigenem Ortschaftsrat und Ortsvorsteher eingerichtet. In den Stadtteilen bestehen jeweils örtliche Verwaltungen (Bezirksämter).
Zum Stadtteil Affstätt gehören das Dorf Affstätt sowie die abgegangene Ortschaft Hasenhof. Zum Stadtteil Gültstein gehören das Dorf Gültstein und die Häuser Gültsteiner Mühle, Kochmühle und Sägmühle sowie die abgegangenen Ortschaften Kampf- oder Karpfhaus und Mohrhof. Zum Stadtteil Haslach gehören das Dorf Haslach und das Haus Steinbruch. Zum Stadtteil Herrenberg gehören die Stadt Herrenberg, die Höfe Dritte Ammermühle, Talhof und Zweite Ammermühle und die Häuser Altenbergen, Erste Ammermühle, Gutleuthaustal und Leiblesgrube sowie die abgegangenen Ortschaften Ammerowe, Mühlhausen, Raistingen, Waldbruderhaus, Waldhaus und Woldowe. Zum Stadtteil Kayh gehört das Dorf Kayh. Zum Stadtteil Kuppingen gehören das Dorf Kuppingen sowie die abgegangene Ortschaft Wehlingen. Zum Stadtteil Mönchberg gehört das Dorf Mönchberg. Zum Stadtteil Oberjesingen gehört das Dorf Oberjesingen.
Ferner werden in der Kernstadt zum Teil weitere Wohngebiete mit eigenem Namen unterschieden, deren Bezeichnungen sich im Laufe der Geschichte aufgrund der Bebauung ergeben haben und die jedoch meist nicht genau abgrenzbar sind. Hierzu gehören beispielsweise Kirchhalde und Längenholz, Affstätter Tal im Norden, Alzental, Altstadt, Ehbühl und Ziegelfeld im Osten, Holdergraben im Westen.

### Raumplanung
Herrenberg bildet ein Mittelzentrum innerhalb der Region Stuttgart, deren Oberzentrum die Stadt Stuttgart ist.
Zum Mittelbereich Herrenberg gehören noch die Gemeinden im Südwesten des Landkreises Böblingen, und zwar Bondorf, Deckenpfronn, Gäufelden, Jettingen, Mötzingen und Nufringen.

### Flächenaufteilung
Nach Daten des Statistischen Landesamtes, Stand 2014.

### Schutzgebiete
Im Osten liegt nördlich von Mönchberg und Kayh das Naturschutzgebiet Grafenberg. Westlich von Haslach liegt das Landschaftsschutzgebiet Gebiet um Kuppinger und Jettinger Weg, zwischen Haslach und Gültstein das Landschaftsschutzgebiet Ammertal vom Ursprung bis zur Kochmühle mit Umgebung. Der Schönbuchrand steht von der Regierungsbezirksgrenze im SO des Landkreises bis zum Gewann „Horn“ auf Gemarkung Gültstein, an der Schweinegrube, sowie zwischen Herrenberg, der Bundesstraße 14 und dem Herrenberger Schloßberg unter Landschaftsschutz. Zudem hat die Stadt im Osten Anteil am Landschaftsschutzgebiet, am FFH-Gebiet, am Vogelschutzgebiet und am Naturpark Schönbuch.

## Geschichte

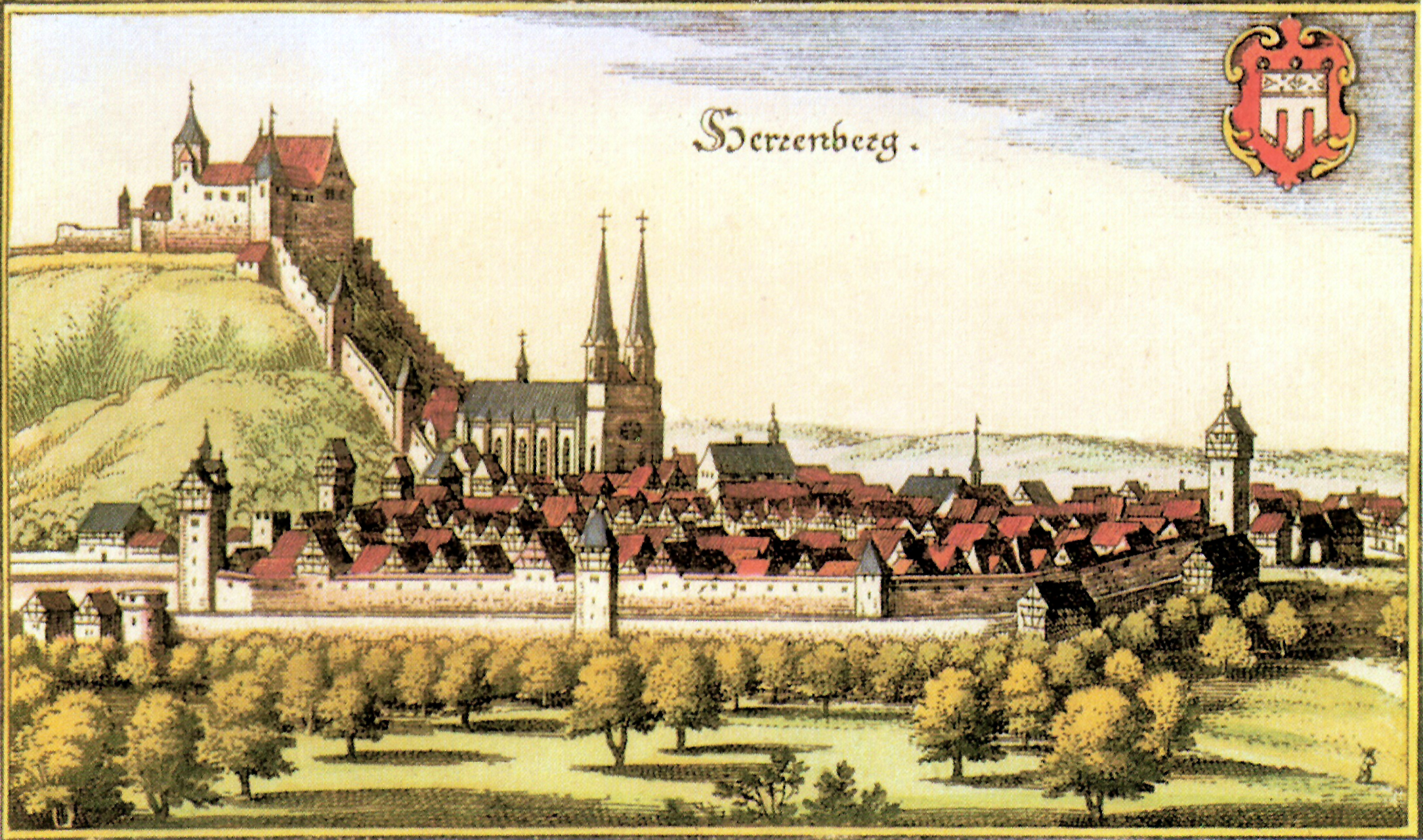
Der Merianstich, erstellt vor dem Stadtbrand von 1635. Links steht das Schloss Herrenberg, in der Mitte ist die Stiftskirche Herrenberg abgebildet.

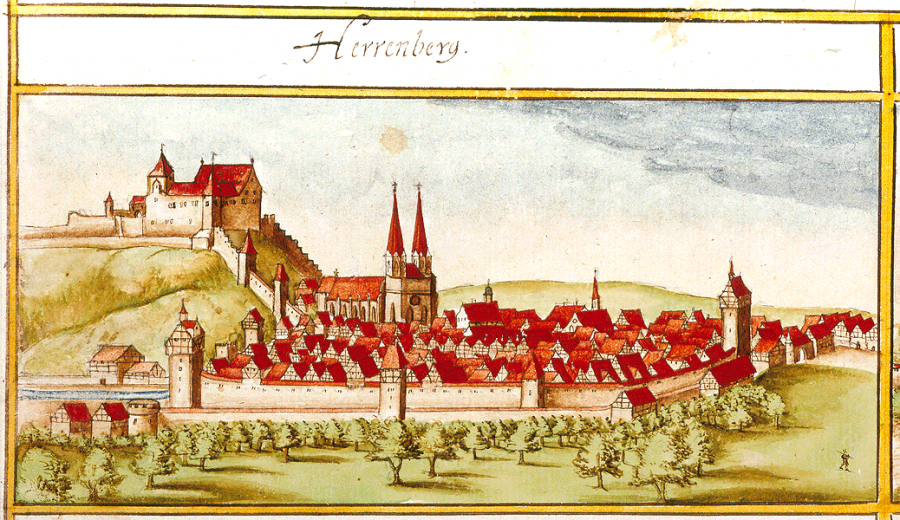
Herrenberg 1683, Forstlagerbuch von Andreas Kieser

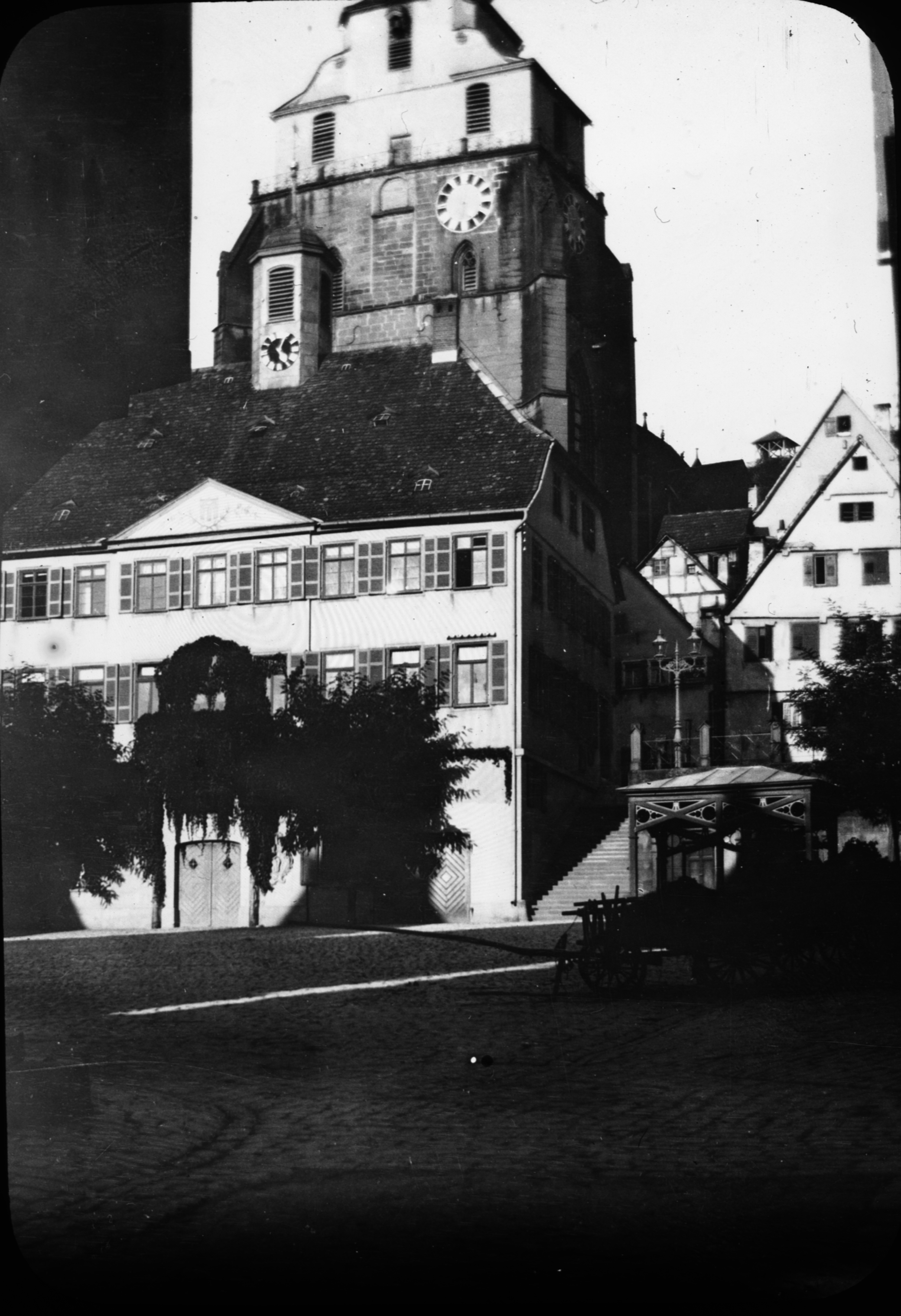
Herrenberg Marktplatz, 1908

### Mittelalter
Herrenberg entstand aus den Weilern Mühlhausen und Raistingen, die mit der Stadtgründung im 13. Jahrhundert in der Stadt Herrenberg aufgingen. Markgraf Heinrich von Ronsberg schenkte 1182 große Güter um Altingen und Herrenberg dem Kloster Ottobeuren. Pfalzgraf Rudolf von Tübingen urkundete 1228 auf „castrum nostrum herrenberc“. Um 1245 wurde Herrenberg unter Rudolf III. von Tübingen  Herrschaftssitz der Pfalzgrafen von Tübingen, die auch „Scheerer“ genannt wurden. Das älteste bekannte Siegel der Bürger Herrenbergs stammt aus dem Jahr 1278. Um 1276 wurde mit dem Bau der Stiftskirche begonnen. 1314 wurde der heutige Ortsteil Oberjesingen erstmals urkundlich erwähnt. Die Pfalzgrafen Rudolf IV. und Konrad I. teilten die Grafschaft Herrenberg im Jahr 1334 in zwei Teile, wobei die Stadt zunächst noch in gemeinsamem Besitz blieb, bevor 1347 die untere Stadt und hintere Burg an Rudolf, die obere Stadt und vordere Burg an Konrad gingen. Nach dem Tod von Rudolfs kinderlosem Sohn Ulrich in der Schlacht bei Reutlingen 1377 herrschte Konrad wieder allein über die Herrschaft Herrenberg, verpfändete jedoch bereits 1379 einen Teil an die Grafen von Württemberg, die 1382 die gesamte Herrschaft erwarben und sie zum Sitz eines Amtes machten.

### Württembergische Zeit
Im Nürtinger Vertrag von 1442, der Württemberg unter Ludwig I. und Ulrich V. aufteilte, kam Herrenberg zur Uracher Linie von Graf Ludwig, bis zur Wiedervereinigung Württembergs 1482. Beim ersten großen Stadtbrand 1466 brannte Herrenberg fast vollständig nieder und wurde danach wieder neu aufgebaut. 1503 wurde das Herrenberger Stadtrecht erneuert.
Nach der Vertreibung von Herzog Ulrich ergab sich die Stadt 1519 dem Schwäbischen Bund. Am 5. März 1525 eroberte Ulrich die Stadt zunächst zurück, bevor sie am 17. März 1525 wieder von Truppen des Schwäbischen Bundes besetzt wurde. Im Bauernkrieg wurde die Stadt im Mai 1525 von Bauern erstürmt und geplündert. Die heftige Gegenwehr der Bürger gegen die Bauern bewog den Schwäbischen Bund, von der Bestrafung u. a. mit dem Verlust der städtischen Rechte wegen der Ergebung an Ulrich abzusehen. Nachdem Herzog Ulrich im Jahr 1534 Württemberg zurückgewonnen hatte, führte er dort, und damit auch in Herrenberg, die Reformation ein. Zu jener Zeit gab es häufige Pest-Epidemien, die auch in Herrenberg zahlreiche Tote forderten. Herzog Christoph wich 1551 wegen der Pest mit seinem Hofstaat von Stuttgart nach Herrenberg aus, auch die Universität Tübingen suchte zwischen 1554 und 1556 und erneut 1594 und 1610 mit mehreren Fakultäten in Herrenberg Zuflucht vor der Pest.
Im Dreißigjährigen Krieg wurde die Stadt 1635 durch den zweiten großen Stadtbrand fast ganz zerstört. 280 Häuser fielen der Katastrophe zum Opfer. Danach wurde die Altstadt Herrenbergs so aufgebaut, wie sie sich heute noch in einer einheitlichen, geschlossenen Form präsentiert. Obwohl 1635 ein ausgesprochenes Pestjahr mit 421 Toten in Herrenberg war, nahmen zwei Fakultäten der Tübinger Universität von 1635 bis 1641 erneut ihr Ausweichquartier in der Stadt.
In den Kriegen des späten 17. Jahrhunderts wurde Herrenberg 1688 von Franzosen besetzt. Nach der Zerstörung Calws durch die Franzosen flohen die meisten Einwohner Herrenbergs zeitweilig aus der Stadt.
Das seit 1758 bestehende Oberamt Herrenberg wurde nach der Gründung des Königreichs Württemberg in mehreren Schritten nach Süden vergrößert. 1810 wurde das Oberamt der Landvogtei am Mittleren Neckar unterstellt, 1814 wurde ein Hofkameralamt eingerichtet und 1818 das Oberamt Herrenberg dem Schwarzwaldkreis unterstellt.
Unterdessen wurde 1807 das Schloss an einen Herrenberger Bürger „auf den Abbruch“ verkauft, der ehemalige Pulverturm des Schlosses wurde 1880 zum Aussichtsturm umgebaut. Nach 1820 wurden die Tor- und Mauertürme abgebrochen, ein erster genauer Stadtplan erstellt und verschiedene Schulen erbaut. Viele ehemals herrschaftliche Bauten kamen in öffentlichen oder Privatbesitz. 1841 erwarb die Gemeinde das Rathaus, 1851 den Stiftsfruchtkasten. In den 1860er Jahren wurden außerdem die Zünfte aufgelöst und aus deren Vermögen öffentliche Einrichtungen wie die Feuerwehr bedacht.
1875 erwarb die königliche Eisenbahnverwaltung das alte Hofkameralamt und richtete darin ein Bahn-Baubüro ein. Mit der 1879 eröffneten Gäubahn bekam die Stadt eine Bahnverbindung nach Stuttgart, die sich förderlich auf die Ansiedlung von Industrie auswirkte. Die Vollmöllersche Trikotfabrik beim Bahnhof war 1899 das erste Fabrikgebäude in Herrenberg. Von 1906 bis 1910 wurde außerdem die Bahnverbindung von Herrenberg nach Tübingen erbaut.
Bei der Kreisneugliederung während der NS-Zeit in Württemberg wurde das Oberamt Herrenberg 1934 zunächst in Kreis Herrenberg umbenannt und 1938 aufgelöst. Der größte Teil und mit ihm die Stadt Herrenberg kam zum Landkreis Böblingen.

### Nachkriegszeit
Nach dem Zweiten Weltkrieg wurde Herrenberg Teil der Amerikanischen Besatzungszone und gehörte somit zum neu gegründeten Land Württemberg-Baden, das 1952 im jetzigen Bundesland Baden-Württemberg aufging.
Im Rahmen der Gebietsreform überschritt die Einwohnerzahl der Stadt Herrenberg 1972 die Grenze von 20.000. Daraufhin stellte die Stadtverwaltung den Antrag auf Erhebung zur Großen Kreisstadt, was die baden-württembergische Landesregierung mit Wirkung vom 1. Januar 1974 beschloss.
1992 wurde Herrenberg an das Netz der S-Bahn Stuttgart angeschlossen.

### Einwohnerentwicklung
Die Einwohnerzahlen sind Schätzungen, Volkszählungsergebnisse (¹) oder amtliche Fortschreibungen der jeweiligen Statistischen Ämter (nur Hauptwohnsitze). Alle Zahlen, so weit nicht anders angegeben, vom Statistischen Landesamt Baden-Württemberg.
| Jahr               | Einwohner |
| ------------------ | --------- |
| 1622               | ca. 1.800 |
| 1652               | 1.006     |
| 1771               | 1.570     |
| 1803               | 1.796     |
| 1825               | 1.985     |
| 1843               | 2.140     |
| 1861               | 2.015     |
| 1. Dezember 1871 ¹ | 2.127     |
| 1. Dezember 1880 ¹ | 2.646     |
| 1. Dezember 1890 ¹ | 2.614     |
| 1. Dezember 1900 ¹ | 2.557     |
| 1. Dezember 1910 ¹ | 2.705     |
| 16. Juni 1925 ¹    | 3.021     |
| 16. Juni 1933 ¹    | 3.395     |
| 17. Mai 1939 ¹     | 3.689     |

| Jahr                 | Einwohner |
| -------------------- | --------- |
| 1946                 | 5.605     |
| 13. September 1950 ¹ | 6.292     |
| 6. Juni 1961 ¹       | 9.539     |
| 27. Mai 1970 ¹       | 12.573    |
| 31. Dezember 1975    | 24.389    |
| 31. Dezember 1980    | 25.422    |
| 27. Mai 1987 ¹       | 26.001    |
| 31. Dezember 1990    | 27.344    |
| 31. Dezember 1995    | 28.839    |
| 31. Dezember 2000    | 30.377    |
| 31. Dezember 2005    | 31.255    |
| 31. Dezember 2010    | 31.292    |
| 31. Dezember 2015    | 31.003    |
| 31. Dezember 2020    | 31.818    |

Im August 2015 wohnten in Herrenberg 267 Flüchtlinge.

## Religionen
Die Bevölkerung von Herrenberg gehörte ursprünglich zum Bistum Konstanz und war dem Archidiakonat ante nemus unterstellt.
Zwischen 1469 und 1580 lebten in Herrenberg Beginen, eine als religiös anerkannte Frauengemeinschaft, die über ein eigenes Beginenhaus verfügten.

### Evangelische Kirche
Da die Stadt schon früh zu Württemberg gehörte, wurde auch hier ab 1534 die Reformation eingeführt. Daher war Herrenberg über Jahrhunderte eine überwiegend protestantische Stadt. In jener Zeit wurde die Stadt Sitz eines Dekanats (siehe Kirchenbezirk Herrenberg), deren Dekanatskirche die Stiftskirche ist. In der Kirchengemeinde Herrenberg sind heute mehrere Pfarrer tätig. Auch in den heute nach Herrenberg eingegliederten ehemaligen Gemeinden wurde infolge der frühen Zugehörigkeit zu Württemberg die Reformation eingeführt. Herrenberg gilt als Zentrum des württembergischen Pietismus. So war der Theologe Friedrich Christoph Oetinger zwischen 1759 und 1765 Stadtpfarrer in Herrenberg. Alle Kirchengemeinden im Stadtgebiet Herrenbergs gehören zum Kirchenbezirk Herrenberg der Evangelischen Landeskirche in Württemberg. Außergewöhnlich ist die Anzahl evangelischer (bzw. pietistisch-evangelikaler) Hauskreise.

### Katholische Kirche
Katholiken gibt es in Herrenberg erst wieder seit dem späten 19. Jahrhundert bzw. frühen 20. Jahrhundert. Für sie wurde 1933 durch die Architekten Hans Lütkemeier und Martin Schilling eine eigene Kirche St. Josef gebaut. 1953 wurde dort eine eigene Pfarrei errichtet. Eine zweite katholische Kirche, St. Martin, wurde 1971 erbaut. Die Kirchengemeinde Herrenberg betreut auch die Katholiken der Stadtteile Gültstein, Haslach, Kayh und Mönchberg. In Gültstein gibt es jedoch seit 1968 eine eigene Kirche Gut-Hirten. Im Stadtteil Kuppingen wurde 1958 die katholische Kirche St. Antonius erbaut. 1971 wurde Kuppingen zur Pfarrei erhoben. Die Kirchengemeinde Kuppingen betreut auch die Katholiken der Stadtteile Affstätt und Oberjesingen sowie der Nachbarorte Deckenpfronn und Nufringen. Beide Kirchengemeinden (Herrenberg und Kuppingen) sollen künftig mit der Kirchengemeinde St. Maria, Hilfe der Christen in Unterjettingen die Seelsorgeeinheit 4 innerhalb des Dekanats Böblingen der Diözese Rottenburg-Stuttgart bilden.

### Islam
Der Islam ist mit vier Moscheen vorhanden. Vertreten werden sie jeweils von der Islamischen Gemeinschaft Milli Görüs (IGMG), der Türkisch-Islamischen Union der Anstalt für Religion e. V. (DITIB), der Union der Türkisch-Islamischen Kulturvereine in Europa e. V. (ATIB) und dem Verband der Islamischen Kulturzentren (VIKZ).
Stand Ende 2019 waren zwei der Moscheen „städtebaulich markant“ (z. B. durch Minarette) und Herrenberg damit gemeinsam mit Mannheim und Pforzheim (und noch vor Stuttgart) die Stadt mit den meisten städtebaulich markanten Moscheen in Baden-Württemberg.

### Sonstige Glaubensgemeinschaften
Neben den beiden großen Kirchen gibt es in Herrenberg auch Freikirchen, darunter die Evangelisch-methodistische Kirche mit Gemeinden in Herrenberg und Kayh. Auch die Neuapostolische Kirche ist in Herrenberg vertreten.

## Politik

### Gemeinderat
Der Gemeinderat in Herrenberg besteht aus den 32 gewählten ehrenamtlichen Gemeinderäten und dem Bürgermeister als Vorsitzendem. Der Bürgermeister ist im Gemeinderat stimmberechtigt. Die Kommunalwahl am 9. Juni 2024 führte zu folgendem Endergebnis.
| Parteien und Wählergemeinschaften | Parteien und Wählergemeinschaften           | % 2024  | Sitze 2024 | % 2019 | Sitze 2019 | Kommunalwahl 2024 %3020100 26,28 %18,73 %23,94 %13,88 %8,61 %5,94 %1,27 %1,34 % FWGrüneCDUSPDFrauenFDPAfDPerspektiveGewinne und Verlusteim Vergleich zu 2019 %p 8 6 4 2 0 −2 −4 −6+0,98 %p−5,17 %p+6,74 %p−0,62 %p−0,59 %p+0,14 %p−2,53 %p+1,04 %pFWGrüneCDUSPDFrauenFDPAfDPerspektive |
| FW                                | Freie Wähler                                | 26,28   | 9          | 25,3   | 8          | Kommunalwahl 2024 %3020100 26,28 %18,73 %23,94 %13,88 %8,61 %5,94 %1,27 %1,34 % FWGrüneCDUSPDFrauenFDPAfDPerspektiveGewinne und Verlusteim Vergleich zu 2019 %p 8 6 4 2 0 −2 −4 −6+0,98 %p−5,17 %p+6,74 %p−0,62 %p−0,59 %p+0,14 %p−2,53 %p+1,04 %pFWGrüneCDUSPDFrauenFDPAfDPerspektive |
| GRÜNE                             | Bündnis 90/Die Grünen                       | 18,73   | 6          | 23,9   | 8          | Kommunalwahl 2024 %3020100 26,28 %18,73 %23,94 %13,88 %8,61 %5,94 %1,27 %1,34 % FWGrüneCDUSPDFrauenFDPAfDPerspektiveGewinne und Verlusteim Vergleich zu 2019 %p 8 6 4 2 0 −2 −4 −6+0,98 %p−5,17 %p+6,74 %p−0,62 %p−0,59 %p+0,14 %p−2,53 %p+1,04 %pFWGrüneCDUSPDFrauenFDPAfDPerspektive |
| CDU                               | Christlich Demokratische Union Deutschlands | 23,94   | 8          | 17,2   | 5          | Kommunalwahl 2024 %3020100 26,28 %18,73 %23,94 %13,88 %8,61 %5,94 %1,27 %1,34 % FWGrüneCDUSPDFrauenFDPAfDPerspektiveGewinne und Verlusteim Vergleich zu 2019 %p 8 6 4 2 0 −2 −4 −6+0,98 %p−5,17 %p+6,74 %p−0,62 %p−0,59 %p+0,14 %p−2,53 %p+1,04 %pFWGrüneCDUSPDFrauenFDPAfDPerspektive |
| SPD                               | Sozialdemokratische Partei Deutschlands     | 13,88   | 4          | 14,5   | 5          | Kommunalwahl 2024 %3020100 26,28 %18,73 %23,94 %13,88 %8,61 %5,94 %1,27 %1,34 % FWGrüneCDUSPDFrauenFDPAfDPerspektiveGewinne und Verlusteim Vergleich zu 2019 %p 8 6 4 2 0 −2 −4 −6+0,98 %p−5,17 %p+6,74 %p−0,62 %p−0,59 %p+0,14 %p−2,53 %p+1,04 %pFWGrüneCDUSPDFrauenFDPAfDPerspektive |
| Frauen                            | Frauenliste Herrenberg                      | 8,61    | 3          | 9,2    | 3          | Kommunalwahl 2024 %3020100 26,28 %18,73 %23,94 %13,88 %8,61 %5,94 %1,27 %1,34 % FWGrüneCDUSPDFrauenFDPAfDPerspektiveGewinne und Verlusteim Vergleich zu 2019 %p 8 6 4 2 0 −2 −4 −6+0,98 %p−5,17 %p+6,74 %p−0,62 %p−0,59 %p+0,14 %p−2,53 %p+1,04 %pFWGrüneCDUSPDFrauenFDPAfDPerspektive |
| FDP                               | Freie Demokratische Partei                  | 5,94    | 2          | 5,8    | 2          | Kommunalwahl 2024 %3020100 26,28 %18,73 %23,94 %13,88 %8,61 %5,94 %1,27 %1,34 % FWGrüneCDUSPDFrauenFDPAfDPerspektiveGewinne und Verlusteim Vergleich zu 2019 %p 8 6 4 2 0 −2 −4 −6+0,98 %p−5,17 %p+6,74 %p−0,62 %p−0,59 %p+0,14 %p−2,53 %p+1,04 %pFWGrüneCDUSPDFrauenFDPAfDPerspektive |
| AfD                               | Alternative für Deutschland                 | 1,27    | –          | 3,8    | 1          | Kommunalwahl 2024 %3020100 26,28 %18,73 %23,94 %13,88 %8,61 %5,94 %1,27 %1,34 % FWGrüneCDUSPDFrauenFDPAfDPerspektiveGewinne und Verlusteim Vergleich zu 2019 %p 8 6 4 2 0 −2 −4 −6+0,98 %p−5,17 %p+6,74 %p−0,62 %p−0,59 %p+0,14 %p−2,53 %p+1,04 %pFWGrüneCDUSPDFrauenFDPAfDPerspektive |
| Perspektive                       | Liste Perspektive                           | 1,34    | –          | 0,3    | —          | Kommunalwahl 2024 %3020100 26,28 %18,73 %23,94 %13,88 %8,61 %5,94 %1,27 %1,34 % FWGrüneCDUSPDFrauenFDPAfDPerspektiveGewinne und Verlusteim Vergleich zu 2019 %p 8 6 4 2 0 −2 −4 −6+0,98 %p−5,17 %p+6,74 %p−0,62 %p−0,59 %p+0,14 %p−2,53 %p+1,04 %pFWGrüneCDUSPDFrauenFDPAfDPerspektive |
| Gesamt                            | Gesamt                                      | 100     | 32         | 100    | 32         | Kommunalwahl 2024 %3020100 26,28 %18,73 %23,94 %13,88 %8,61 %5,94 %1,27 %1,34 % FWGrüneCDUSPDFrauenFDPAfDPerspektiveGewinne und Verlusteim Vergleich zu 2019 %p 8 6 4 2 0 −2 −4 −6+0,98 %p−5,17 %p+6,74 %p−0,62 %p−0,59 %p+0,14 %p−2,53 %p+1,04 %pFWGrüneCDUSPDFrauenFDPAfDPerspektive |
| Wahlbeteiligung                   | Wahlbeteiligung                             | 64,37 % | 64,37 %    | 65,3 % | 65,3 %     | Kommunalwahl 2024 %3020100 26,28 %18,73 %23,94 %13,88 %8,61 %5,94 %1,27 %1,34 % FWGrüneCDUSPDFrauenFDPAfDPerspektiveGewinne und Verlusteim Vergleich zu 2019 %p 8 6 4 2 0 −2 −4 −6+0,98 %p−5,17 %p+6,74 %p−0,62 %p−0,59 %p+0,14 %p−2,53 %p+1,04 %pFWGrüneCDUSPDFrauenFDPAfDPerspektive |

### Bürgermeister

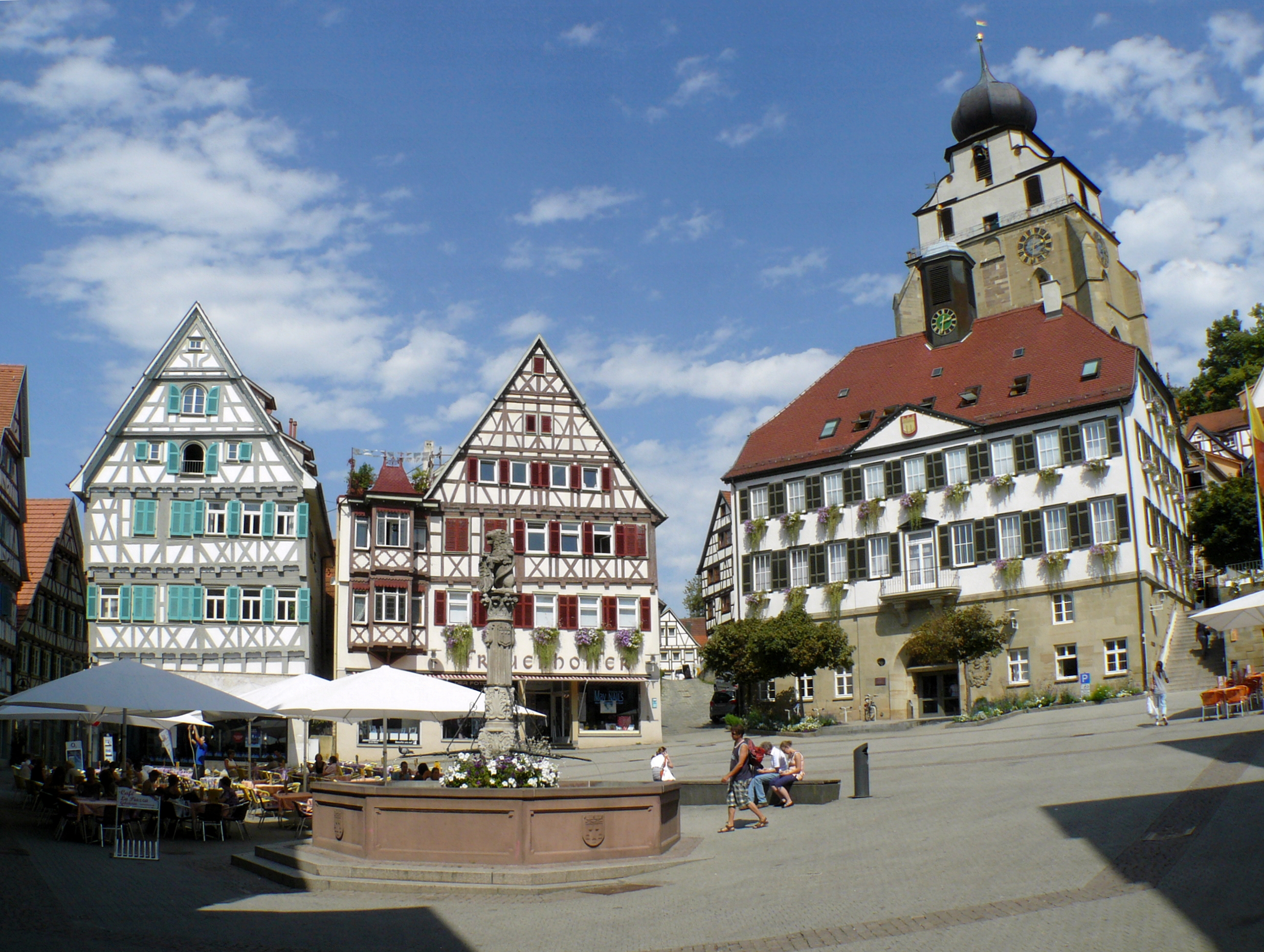
Ansicht des Marktplatzes und des Rathauses

An der Spitze der Stadt Herrenberg stand seit 1276 ein so genannter Schultheiß. Der erste wurde vermutlich von Fürst Heinrich ernannt. Daneben gab es Bürgermeister und ein Gericht.
Seit 1819 trug das Stadtoberhaupt die Bezeichnung „Stadtschultheiß“, seit 1930 Bürgermeister und mit der Erhebung zur Großen Kreisstadt am 1. Januar 1974 lautet die Amtsbezeichnung Oberbürgermeister. Dieser wird von den Wahlberechtigten auf acht Jahre direkt gewählt. Er ist Vorsitzender des Gemeinderats. Seine allgemeinen Stellvertreter sind der 1. Beigeordnete mit der Amtsbezeichnung „Erster Bürgermeister“ und der 2. Beigeordnete mit der Amtsbezeichnung „Bürgermeister“.
Seit dem 20. Februar 2024 ist Nico Reith Oberbürgermeister von Herrenberg. Er wurde am 3. Dezember 2023 mit 72,5 Prozent der Stimmen gewählt.

### Wappen und Flagge
Das Wappen der Stadt Herrenberg zeigt „in Rot eine dreilatzige goldene (gelbe) Fahne an drei goldenen (gelben) Trageringen.“ Bereits das Stadtsiegel aus dem Jahre 1278 zeigt dieses auf die Pfalzgrafen von Tübingen zurückgehende Bild. Die gegenüber dem pfalzgräflichen Wappen umgekehrten Farben sind seit dem frühen 15. Jahrhundert belegt.
Die Stadtflagge besteht aus zwei horizontalen Streifen, oben gelb, unten rot.

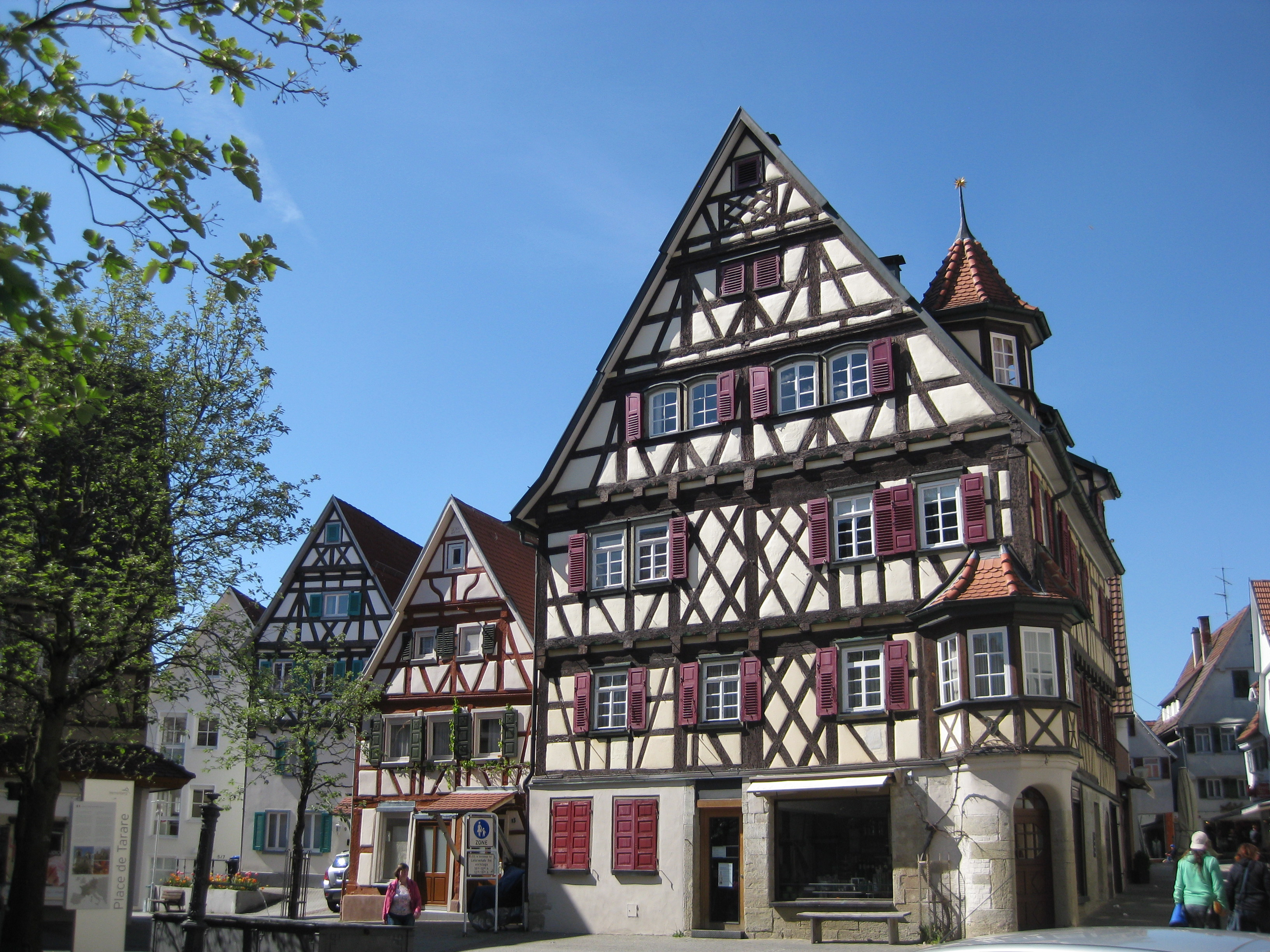
Der Place de Tarare in der Herrenberger Altstadt

### Städtepartnerschaften
Herrenberg ist seit 1960 mit Tarare (Frankreich) partnerschaftlich verbunden. Zur Kontaktaufnahme und ersten Begegnungen kam es bereits 1958. Die Städtepartnerschaft mit Fidenza (Italien) besteht seit dem Jahr 1989. Im Zuge dieser Partnerschaften wurden nach den beiden Städten in der Herrenberger Altstadt zwei bislang namenlose Plätze offiziell als „Place de Tarare“ und „Piazza di Fidenza“ benannt, Stelen in der entsprechenden Landessprache und Deutsch informieren auf den Plätzen über die Partnerschaft.
Der Stadtteil Gültstein pflegt seit 1970 eine Partnerschaft mit Amplepuis in Frankreich.

## Wirtschaft und Infrastruktur

### Unternehmen
Die Supermarktkette Mix Markt hat ihren Hauptsitz in Herrenberg; ebenso die „Ozean-Gruppe“, die im Bereich Quantentechnologie und Künstliche Intelligenz tätig ist. Um deren afghanische Investoren drehte sich ab 2023 ein Korruptionsskandal, der auch die damalige baden-württembergische Regierung beschäftigte.
Das Mercedes-Benz Werk Sindelfingen prägt den regionalen Arbeitsmarkt. Herrenberg selbst ist der Standort einiger mittelständischer Industrieunternehmen, die in der Automobilbranche und daneben in der Produktion von Elektronik, Arzneimitteln und Möbeln tätig sind.
Darüber hinaus gibt es Zweigstellen verschiedener multinationaler Konzerne, so etwa Steckerhersteller Phoenix Contact (bis 2002 Coninvers, etwa 320 Mitarbeiter), Omega Pharma (vormals Standort der GlaxoSmithKline) und die Designagentur Roman Klis Design. Von 1982 bis 2016 betrieb zudem IBM ein großes Schulungszentrum am nordnordöstlichen Ortsausgang, das seit 2018 Ausbildungszentrum der baden-württembergischen Polizei ist.

### Verkehr

#### Straßen
Die Bundesautobahn 81 Würzburg–Stuttgart–Singen (Hohentwiel) führt über Herrenberger Gemeindegebiet zwischen Gültstein und Mönchberg östlich an der Kernstadt vorbei. Das Industriegebiet Gültstein grenzt direkt an die A81; der Ortsrand der Kernstadt ist ca. 500 m von der Autobahn entfernt, die Altstadt Herrenbergs hat über 1,7 km Abstand zur Autobahn. Die Stadt ist über die Anschlussstellen Herrenberg und Gärtringen zu erreichen. Die Bundesstraße B 296 aus Bad Wildbad und Calw führt durch Herrenberg nach Tübingen. Der Streckenabschnitt zwischen Tübingen und Herrenberg war vor 2018 Teil der B 28 (Kehl–Ulm), die seither weiter südlich über Rottenburg verläuft. Früher kreuzte sich diese Bundesstraße mitten in Herrenberg mit der B 14 (Stuttgart–Stockach); seitdem der Bund den Unterhalt der A81 bezahlt, wurden einige Abschnitte der B 14 zur Landesstraße herabgestuft.
2009 wurde aufgrund hoher Schadstoffbelastung für die Kernstadt von Herrenberg eine Umweltzone eingerichtet, sodass eine Einfahrt in die Innenstadt nur mit geeigneter Feinstaubplakette erlaubt ist. Die sieben eingemeindeten Teilorte sind von dieser Regelung nicht betroffen.

#### ÖPNV
Mittelpunkt des ÖPNV in Herrenberg ist der Bahnhof Herrenberg mit dem ZOB Bahnhofstraße sowie dem Busbahnhof Kalkofenstraße in direkter Nachbarschaft. Die Zug- und Busverbindungen sind dabei fahrplanmäßig aufeinander abgestimmt.

#### Züge

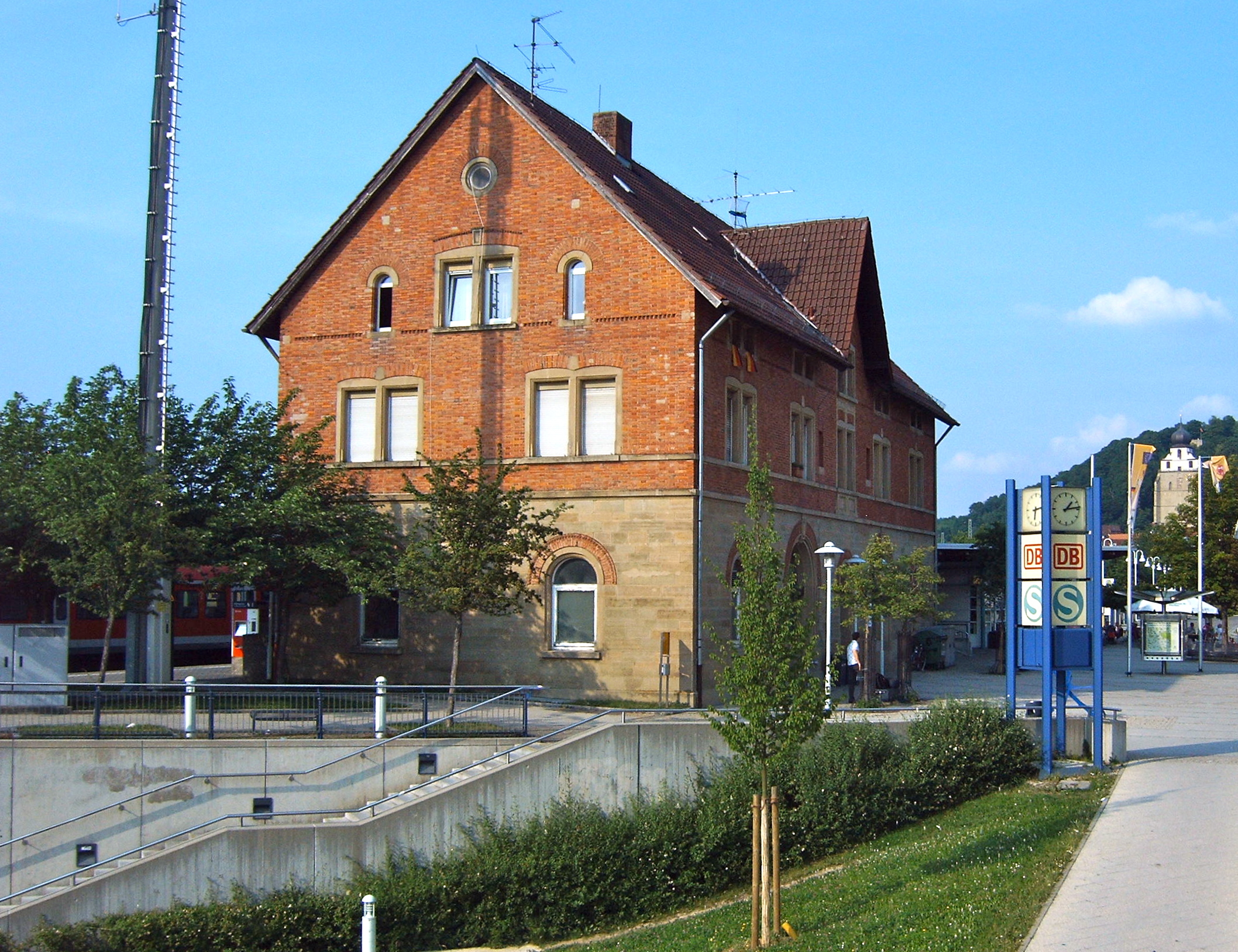
Bahnhofsgebäude

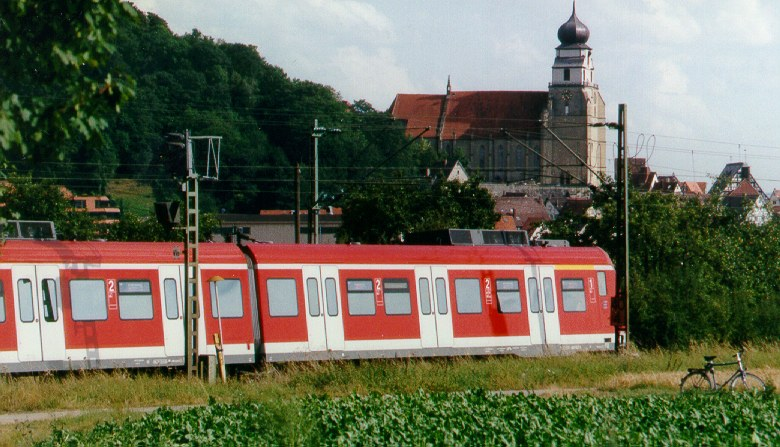
Ein S-Bahn-Zug der Baureihe 423 kurz vor der Endstation der Linie S1 in Herrenberg

Der Bahnhof Herrenberg liegt an der Bahnstrecke Stuttgart–Horb und wird von Regionalexpress-Zügen in Richtung Stuttgart, Singen und Freudenstadt bedient.
In Herrenberg halten auch die im 120-Minuten-Takt verkehrenden IC (RE87) Stuttgart-Singen(-Konstanz), sowie vereinzelt IC mit Weiterfahrt nach Zürich bzw. Frankfurt am Main.
Zusätzlich ist Herrenberg als Endstation der Linie S1 an das S-Bahn-Netz Stuttgart angeschlossen, die Züge fahren mindestens halbstündlich, Montag–Samstag sogar im 15-Minuten-Takt in Richtung Stuttgart.
Montag–Freitag verkehrte jeweils morgens ein Zugpaar der Karlsruher S-Bahn bis Herrenberg, welches 2023 durch den RE40 ersetzt wurde.
Im Jahre 1999 wurde die Ammertalbahn, eine Bahnverbindung nach Tübingen, reaktiviert. An dieser Strecke liegen zwei weitere Stationen auf Herrenberger Gemarkung, die Haltepunkte Herrenberg Zwerchweg und Gültstein. Alle Linien im Stadtgebiet sind in den Verkehrs- und Tarifverbund Stuttgart (VVS) integriert. Auf der Ammertalbahn gilt seit Januar 2002 ein Übergangstarif des Verkehrsverbunds Neckar-Alb-Donau (naldo).
Zusammengefasst verkehren folgende S-Bahn- und Regionalbahn-Linien am Herrenberger Bahnhof:
- S1 Kirchheim (Teck)–Stuttgart Hbf–Herrenberg
- S11 Herrenberg–Stuttgart Hbf–Neckarpark, Verstärker-Linie bei Veranstaltungen
- S15 Bietigheim–Vaihingen–Herrenberg, Baustellen-Linie bei Bauarbeiten auf der Stuttgarter Stammstrecke
- RE40 Karlsruhe-Freudenstadt-Herrenberg
- RB63 Herrenberg–Tübingen–Bad Urach
- RE14a/b Stuttgart–Herrenberg–Horb–Rottweil bzw. Freudenstadt
- RE87 Stuttgart–Herrenberg–Singen

#### Busse
In Herrenberg gibt es den ZOB Bahnhofstraße und den Busbahnhof Kalkofenstraße. Sie sind untereinander zu Fuß gut zu erreichen, zwischen ihnen liegen der Bahnhof und die Gleise. Vom Busbahnhof Kalkofenstraße aus verkehren die Linien 770, 774, 775, 780 und X77. Die Linien 773 und 780 haben diesen Busbahnhof als Station, bevor sie am ZOB Bahnhofstraße enden. Alle anderen Linien verkehren vom ZOB Bahnhofstraße.
Herrenberg ist ein Knotenpunkt vieler Regionalbuslinien. Hier verkehren folgende Linien:
- Linie 753 Herrenberg–Nufringen–Rohrau
- Linie 770 Herrenberg–Deckenpfronn–Calw
- Linie 774 Herrenberg–Mötzingen–Nagold
- Linie 775 Herrenberg–Wildberg
- Linie 783 Herrenberg–Mönchberg (nur Schülerverkehr)
- Linie 790 Herrenberg–Gäufelden–Mötzingen
- Linie 791 Herrenberg–Ammerbuch
- Linie 794 Herrenberg-Vogelsang–Tailfingen
- Linie X77 Herrenberg–Nagold(–Altensteig)
- Linie N70 Herrenberg–Bondorf–Nagold
- Linie N77 Herrenberg–Deckenpfronn–Gärtringen
- Linie N80 Herrenberg–Tübingen

Die Fahrten führen folgende Busunternehmen durch:
- Friedrich Müller (753)
- Däuble-Reisen (770, 783)
- Regionalverkehr Alb-Bodensee (775, 791, X77)
- Bietergemeinschaft RAB/Klumpp/Süsser (774, 790, 794)

Außerdem verkehrt hier der Citybus Herrenberg, für den Niederflurlinienbusse mit einer Beförderungskapazität von ca. 90 Fahrgästen eingesetzt werden. Er bedient den Rand der Innenstadt, fährt ins Gewerbegebiet Daimlerstraße und zum Waldfriedhof mit den folgende Linien (Stand März 2025):
- Linie 780: Kalkofenstraße – Schwarzwaldsiedlung – Affstätter Tal – ZOB Bahnhofstraße – Hallenbad 
Die Linie 780 verkehrt unter der Woche von 6.30 bis 20.00 Uhr im Stundentakt, morgens besteht bis 9 Uhr ein 30-Minuten-Takt. Am Wochenende besteht ebenfalls ein 60-Minuten-Takt, samstags von 8 bis 18 Uhr, sonntags von 9 bis 18 Uhr.
- Linie 753: ZOB Bahnhofstraße – Nufringen – Gärtringen – Rohrau
- Linie 782: ZOB–Ehbühl(–Waldfriedhof)–ZOB
- Linie 783: ZOB–Polizeihochschule–ZOB
- Linie 794: ZOB Bahnhofstraße – Vogelsang – ZOB Bahnhofstraße – Tailfingen

Der Betreiber sind die Stadtwerke Herrenberg, die Fahrten der Linien 780 und 782 werden jedoch seit 2022 von der Firma Beck-Bus-Reisen aus Wildberg durchgeführt.
Auf den Linien 780 und 782 kommen täglich nach Betriebsschluss der Busse noch Ruftaxis zum Einsatz.

#### Fahrradverkehr
Durch Alltagsrouten aus dem Radnetz Baden-Württemberg ist Herrenberg 
- über Nufringen, Gärtringen und Ehningen mit Böblingen,
- am Stadtteil Gültstein vorbei und über Gäufelden (Nebringen und Öschelbronn) und Bondorf mit Horb und
- über den Stadtteil Haslach und über Jettingen mit Nagold verbunden.

Herrenberg ist Mitglied der AGFK (Arbeitsgemeinschaft Fahrrad- und Fußverkehrsfreundlicher Kommunen) in Baden-Württemberg.

#### Kfz-Kennzeichen
Als Gemeinde im Landkreis Böblingen können Einwohner von Herrenberg seit der Kennzeichenliberalisierung 2012 zwischen den Kennzeichen ‚BB‘ („Böblingen“) und ‚LEO‘ („Leonberg“) wählen. Bis dahin wurden nur ‚BB‘-Kennzeichen vergeben.

### Medien
In Herrenberg erscheint als Tageszeitung der Gäubote, ein Kopfblatt im Mantel der Stuttgarter Nachrichten.
Der Hörfunksender Herrenberg strahlt das Programm von Energy Stuttgart aus.

### Behörden und Einrichtungen
Herrenberg hat ein Notariat. Ferner befinden sich hier Außenstellen des Landratsamts Böblingen (Kfz-Zulassungsstelle, Kreisjugendamt, Landwirtschaftsamt, Staatliche Gemeinschaftsunterkunft/Staatliches Übergangswohnheim).
Die Stadt ist Sitz des Kirchenbezirks Herrenberg der Evangelischen Landeskirche in Württemberg.
Die Deutsche Post führt die Stadt in ihrem Adress-Erkennungssystem als „Herrenberg im Gäu“. Der Zusatz „im Gäu“ dient einerseits zur schnelleren Unterscheidung der Stadt von den zahlreichen gleichnamigen Ortsteilen anderer Gemeinden in Deutschland und der Schweiz und erfüllt andererseits den Zweck, die Stadt auch für Ortsunkundige dem Briefsortierzentrum im nahen Eutingen im Gäu zuzuordnen. Die Fortsetzung „im Gäu“ wird im Gegensatz zu Eutingen von der Stadt Herrenberg nicht offiziell verwendet, doch trägt die Deutsche Post mit dieser Namensführung wohl ein Stück weit mit zu einer Identifikation der Einwohner in ihrem geographischen Raum des Gäus bei.
Anfang 2016 kaufte das Land Baden-Württemberg während der „Flüchtlingskrise“ das ehemalige IBM-Schulungsgebäude am Ortsrand der Herrenberger Kernstadt, um eine Landeserstaufnahmeeinrichtung für bis zu 1250 Flüchtlinge einzurichten. Nachdem der Bedarf dafür aber schnell nicht mehr bestanden hatte, wurde dieses Vorhaben aufgegeben. Stattdessen ist im Juli 2020 nach umfangreichen Renovierungs- und Umbaumaßnahmen das Institut für Ausbildung und Training der Hochschule für Polizei Baden-Württemberg in den Gebäudekomplex eingezogen.

### Bildung
In Herrenberg gibt es zwei Gymnasien (Andreae-Gymnasium, Schickhardt-Gymnasium), zwei Realschulen (Jerg-Ratgeb-Realschule, Theodor-Schüz-Realschule), eine Förderschule (Albert-Schweitzer-Schule), zwei Grund- und Hauptschulen mit Werkrealschule (Vogt-Heß-Schule und Grund- und Nachbarschaftshauptschule Kuppingen) sowie sieben selbstständige Grundschulen (Pfalzgraf-Rudolf-Grundschule in der Kernstadt und je eine in den Stadtteilen Affstätt, Gültstein, Haslach, Kayh, Mönchberg und Oberjesingen).
Die Schulen im Stadtgebiet sind zum Großteil gruppiert in den beiden Schulzentren „Längenholz“ (Hilde-Domin-Schule, Pfalzgraf-Rudolf-Grundschule, Schickhardt-Gymnasium und Theodor-Schüz-Realschule) und „Markweg“ (Andreae-Gymnasium, Jerg-Ratgeb-Realschule und Vogt-Heß-Schule). Die beiden Gymnasien zählten in den 1990er-Jahren jeweils knapp 1100 Schüler und gehörten zu den 20 größten in Baden-Württemberg. Mittlerweile hat die Schülerzahl abgenommen und liegt bei beiden Gymnasien um die 700–800 Schüler (Stand 2017–2019).
Für die außerschulische Bildung gibt es in Herrenberg eine Volkshochschule und eine Musikschule.
Der Landkreis Böblingen ist Schulträger der Hilde-Domin-Schule (Berufliche Schule für Haus- und Landwirtschaft) sowie der Friedrich-Fröbel-Schule für Geistigbehinderte mit Schulkindergarten für Geistigbehinderte.

## Kultur und Sehenswürdigkeiten
Herrenberg liegt an der Regionalstrecke Neckar-Schwarzwald und Bodensee der Deutschen Fachwerkstraße mit vielen Sehenswürdigkeiten.

### Jerg Ratgeb Skulpturenpfad
Seit 2012 entsteht in Herrenberg der Jerg Ratgeb Skulpturenpfad. Als erste Station wurde am 22. Juli 2012 die Kalligraphische Figur von Hellmut Ehrath eingeweiht. Seither kamen etliche weitere Kunstwerke hinzu, so beispielsweise im Mai 2014 ein Werk von Timm Ulrichs.

### Musikverein Stadtkapelle Herrenberg
Der Musikverein Stadtkapelle Herrenberg bezeichnet sich als ältesten Musikverein Deutschlands. Er geht auf eine 1457 gegründete Bruderschaft von Spielleuten zurück.

### Museen
In der Stiftskirche von Herrenberg befindet sich das Glockenmuseum, im ehemaligen Fruchtkasten gibt es ein Stadtmuseum.

### Bauwerke

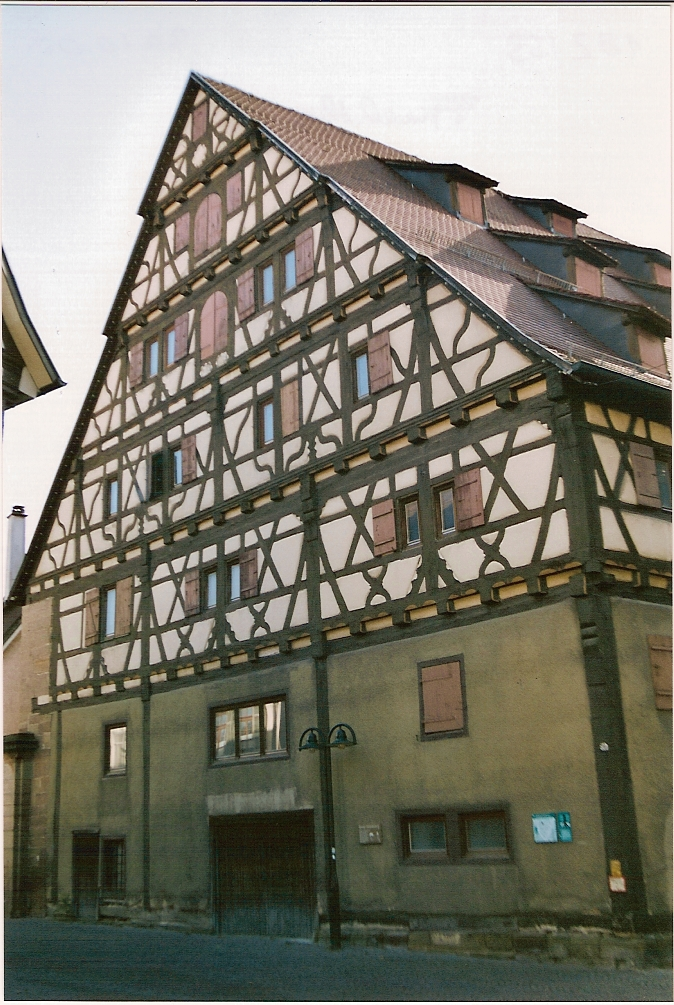
Stiftsfruchtkasten Herrenberg

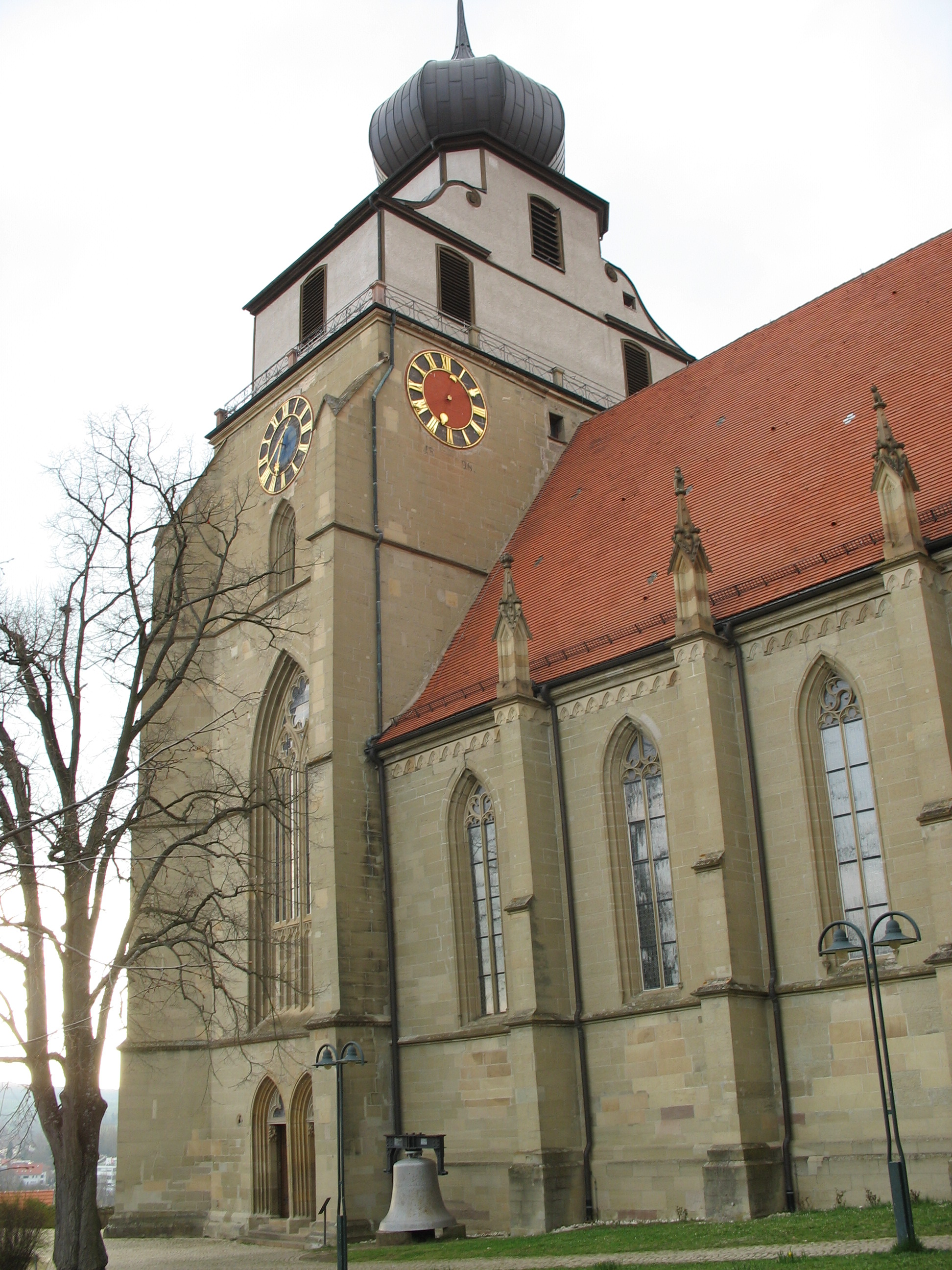
Stiftskirche von Herrenberg

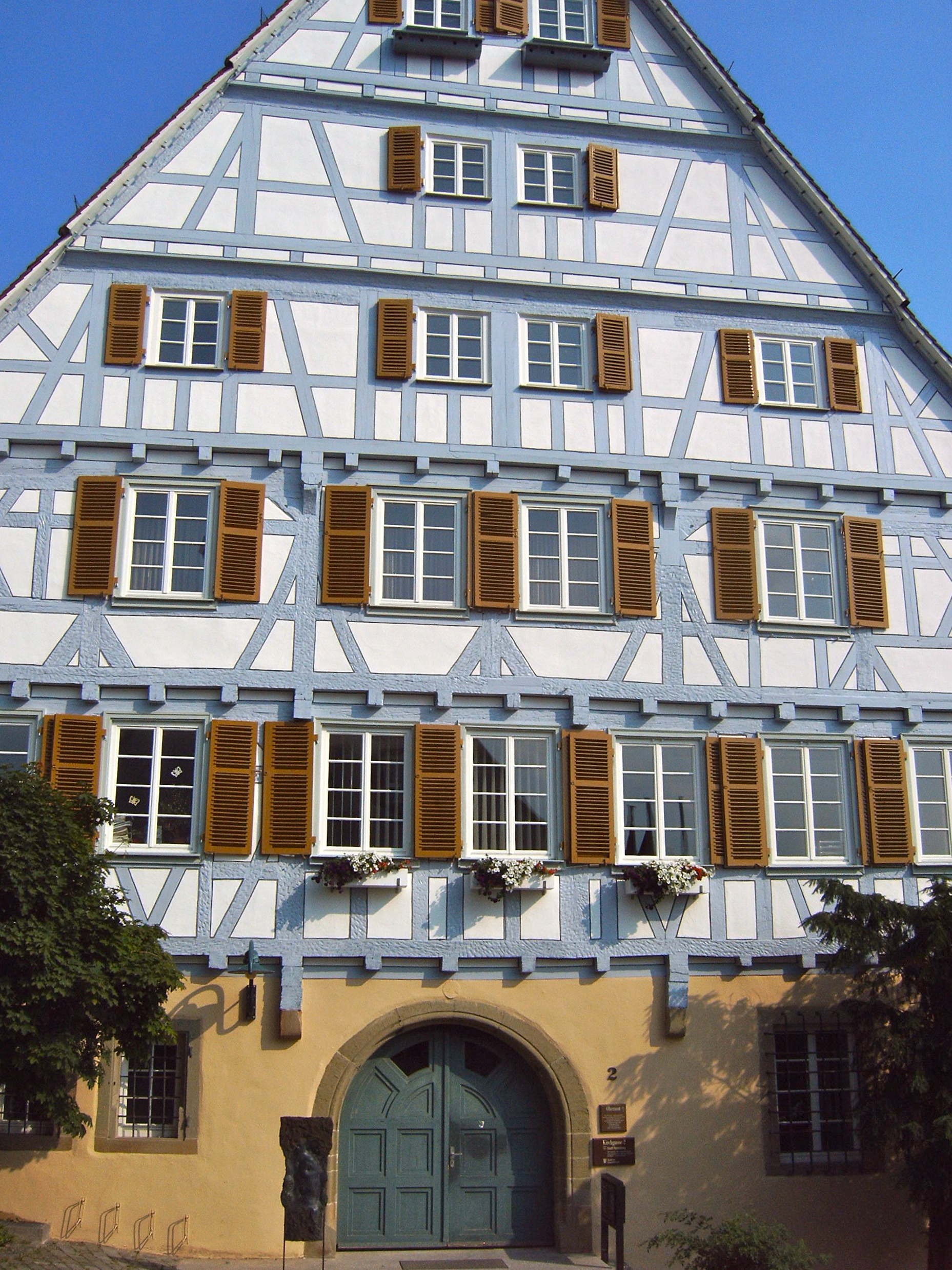
Ehemaliges Oberamtsgebäude

Die Stiftskirche von Herrenberg ist das Wahrzeichen der Stadt. Sie befindet sich in der historischen Altstadt mit vielen Fachwerkhäusern. Auf dem Marktplatz steht das Rathaus mit dem Glocken- und Uhrtürmchen aus dem Jahr 1806 und der Marktbrunnen, der 1347 erstmals erwähnt wurde. Das Oberamtsgebäude wurde 1655 erbaut, es beherbergte bis 1938 die Kreisverwaltung. Weitere bedeutende Bauwerke sind die Spitalkirche zum Heiligen Geist, die nach 1635 wiederaufgebaut wurde, der Stiftsfruchtkasten von 1683 und das Dekanat von 1439. Die interessantesten Straßenzüge sind die Tübinger Straße, die Stuttgarter Straße und die Bronngasse. Am 16. Oktober 1936 wurde die Stadthalle eröffnet. Sie liegt am Stadtausgang Richtung Böblingen.

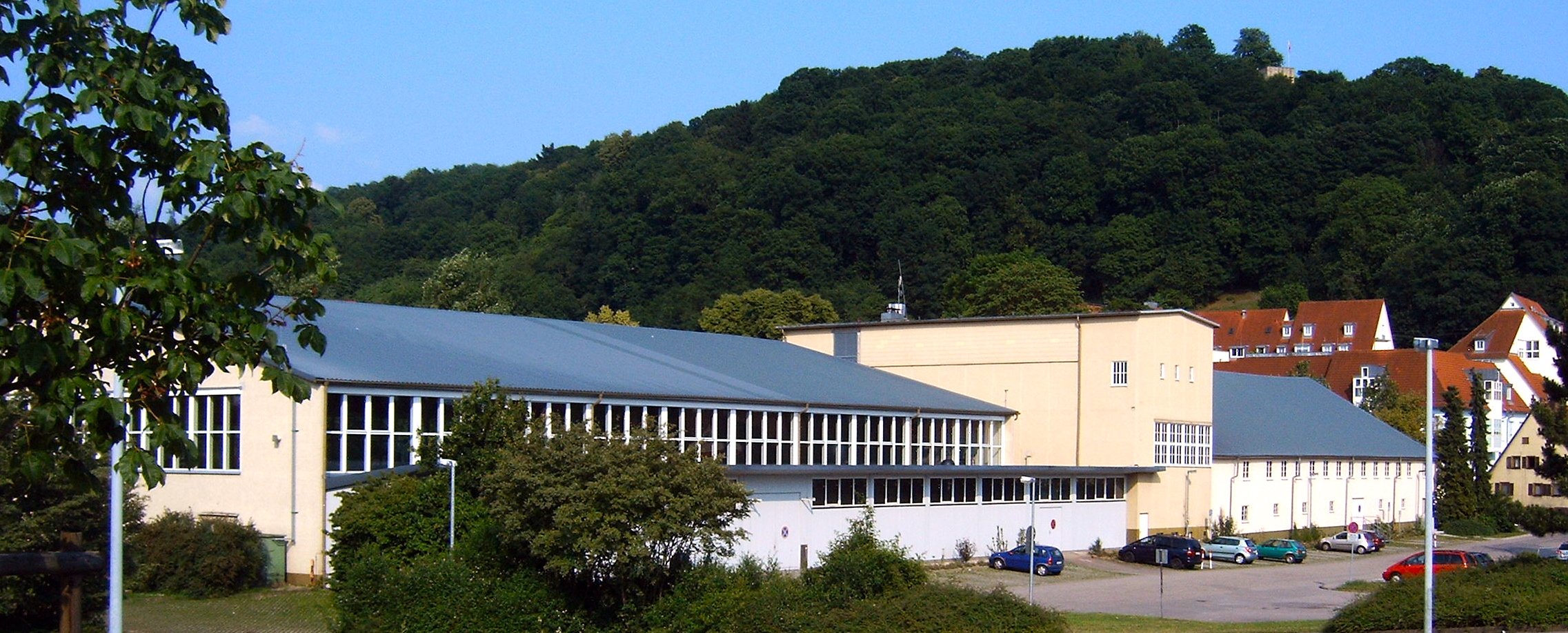
Stadthalle und Mehrzweckhalle (im Gebäudeverbund)

In den Stadtteilen gibt es folgende Kirchen:
- Die heutige evangelische Kirche Affstätt wurde 1927/1928 erbaut (Architekt: W. Jost), eine Kapelle St. Katharina ist aus dem Jahr 1353 bezeugt.

- Die evangelische Kirche Gültstein, eine ehemalige Wehrkirche, ist eine romanische Chorturmanlage mit netzrippengewölbtem Chor. Die Ausstattung ist teils spätgotisch, ansonsten vom 18. Jahrhundert.

- Die Haslacher Kirche wurde 1788 erbaut, doch ist auch hier eine Kapelle St. Jakob aus dem Jahr 1524 bezeugt.

- Die evangelische Kirche Kayh wurde 1487 unter Verwendung des Wehrturms der Vorgängerkapelle erbaut.

- Die Kuppinger Kirche ist eine Chorturmseitenlage, deren Chor um 1300 errichtet wurde. Das Schiff stammt aus dem 14. oder 15. Jahrhundert, 1581 wurde es verändert; der Turm ist romanisch.

- Die evangelische Kirche Mönchbergs stammt aus dem Jahr 1749. Der Turm wurde von der 1491 genannten Kapelle beibehalten.

- Die Oberjesinger evangelische Kirche wurde 1857/58 anstelle der früheren Kirche erbaut.

### Regelmäßige Veranstaltungen

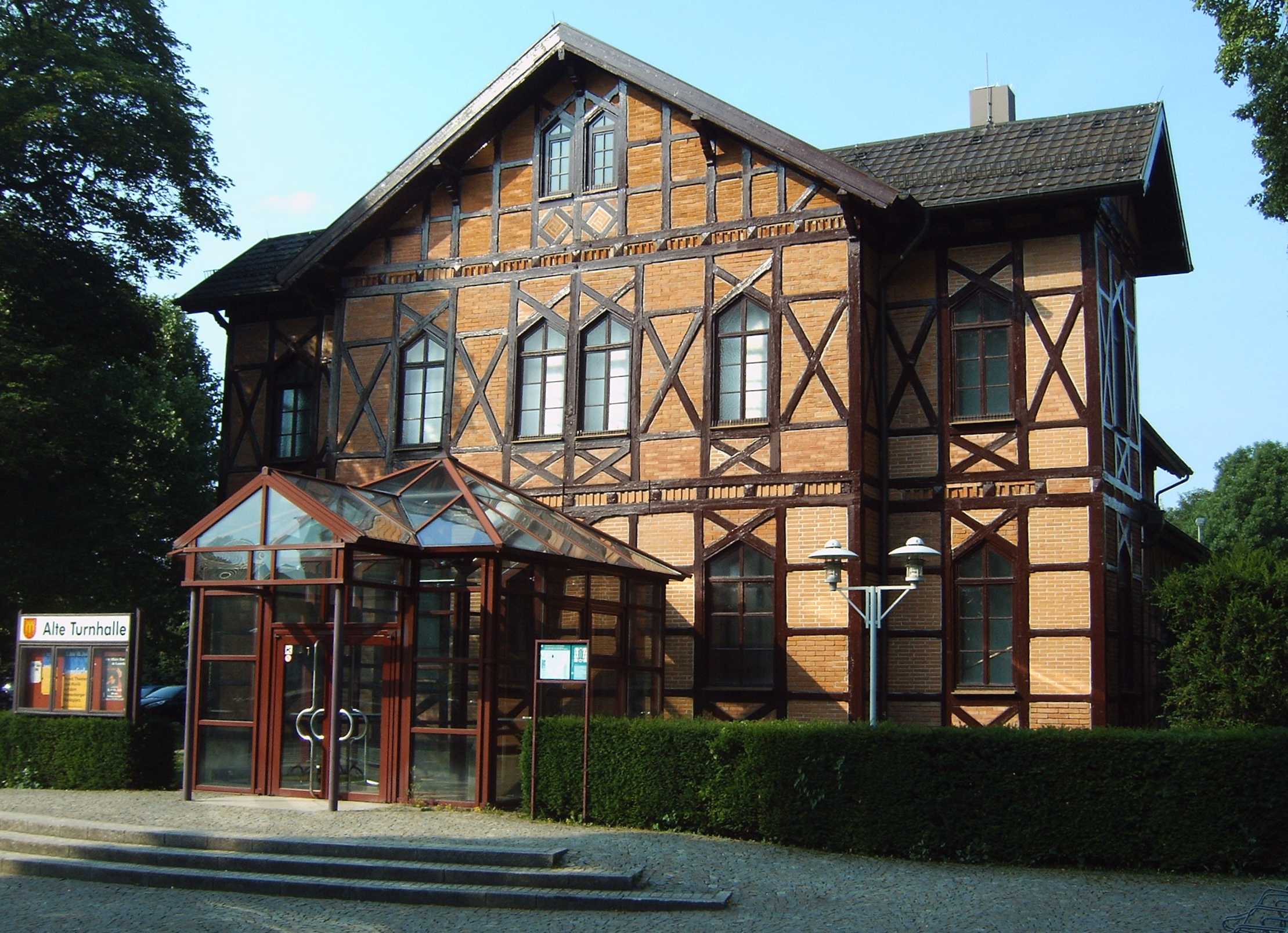
Alte Turnhalle

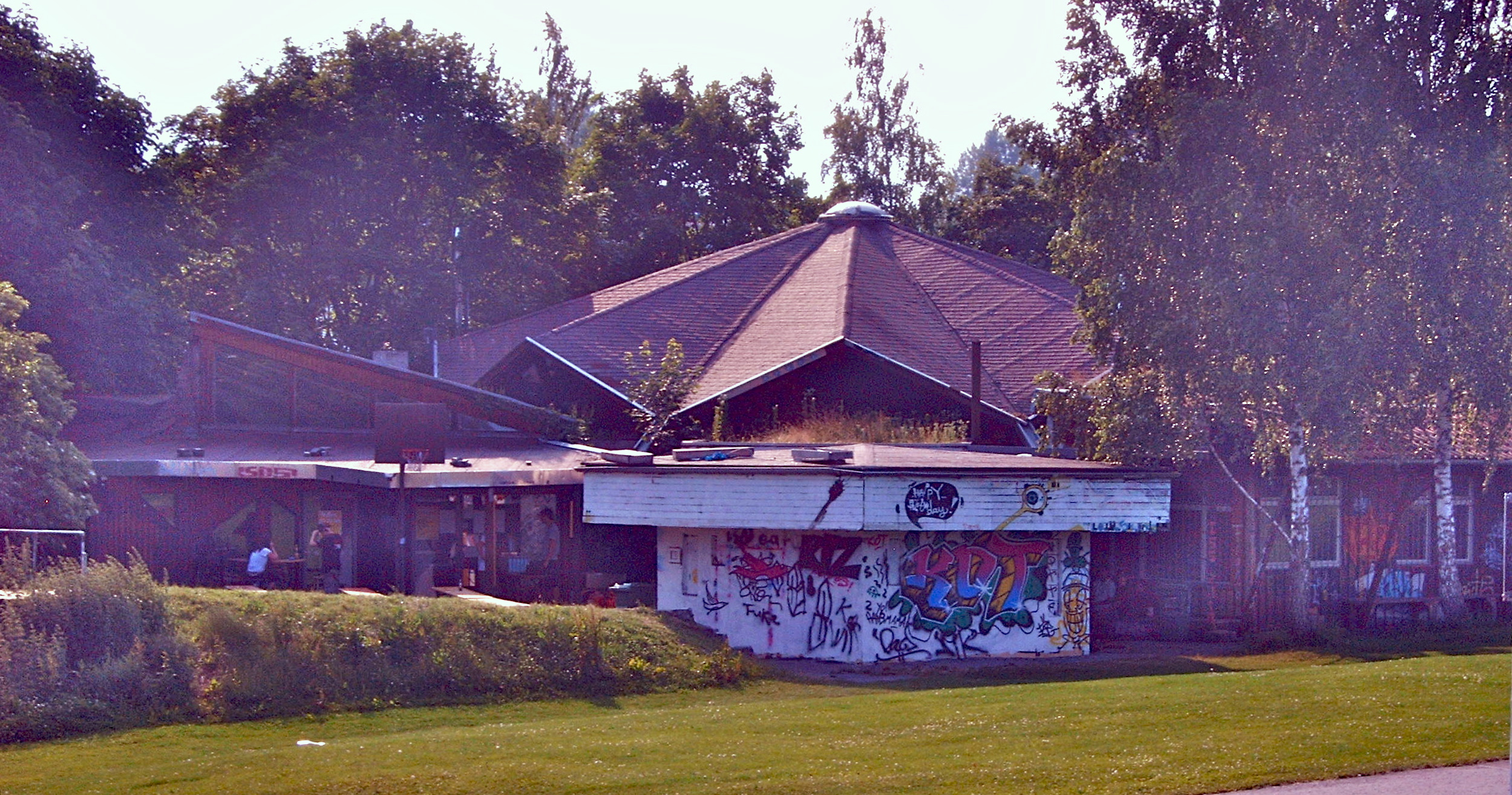
Jugendhaus

Neben kleineren regelmäßigen Veranstaltungen findet an Fastnacht alljährlich der Rathaussturm am Schmotzigen Donnerstag und am Fasnachtsdienstag der Fasnachtsumzug durch die historische Altstadt statt. Veranstaltet wird der Umzug von der 1. Narrenzunft Herrenberg e. V. Parallel dazu gibt es den Krämermarkt verbunden mit dem Pferdemarkt. Im April gibt es das Jazzfestival „Jazzin’ Herrenberg“ in der Alten Turnhalle, an Pfingsten den Pfingstmarkt, im Juli das Kulturfestival „Sommerfarben“ sowie das Stadtfest und Sommernachtskino. Im September findet der Herbstmarkt statt und im Oktober findet jährlich die Verbrauchermesse „Herbstschau“ statt. Im Dezember gibt es auf dem Marktplatz einen Weihnachtsmarkt. Von 1993 bis 2016 fand im JuHa, dem Herrenberger Jugendhaus, im Sommer das 48-Stunden-Musikfestival „48er“ statt.

### Parkanlagen
Das Arboretum liegt im Richtung Nagold gelegenen Haslacher Wald des Herrenberger Stadtwaldes mit über 100 verschiedenen Baum- und Straucharten, heimische und fremdländische wie Mammutbäume, Scheinzypressen oder die Küstentanne. Am Waldfriedhof am Fuße des Schönbuchs beginnt ein Spaziergang zum Wildgehege im Naturpark Schönbuch. Auch kann man von hier aus in einem zweistündigen Fußmarsch das Kloster Bebenhausen (nahe bei Tübingen) erreichen.

### Freizeit und Sport

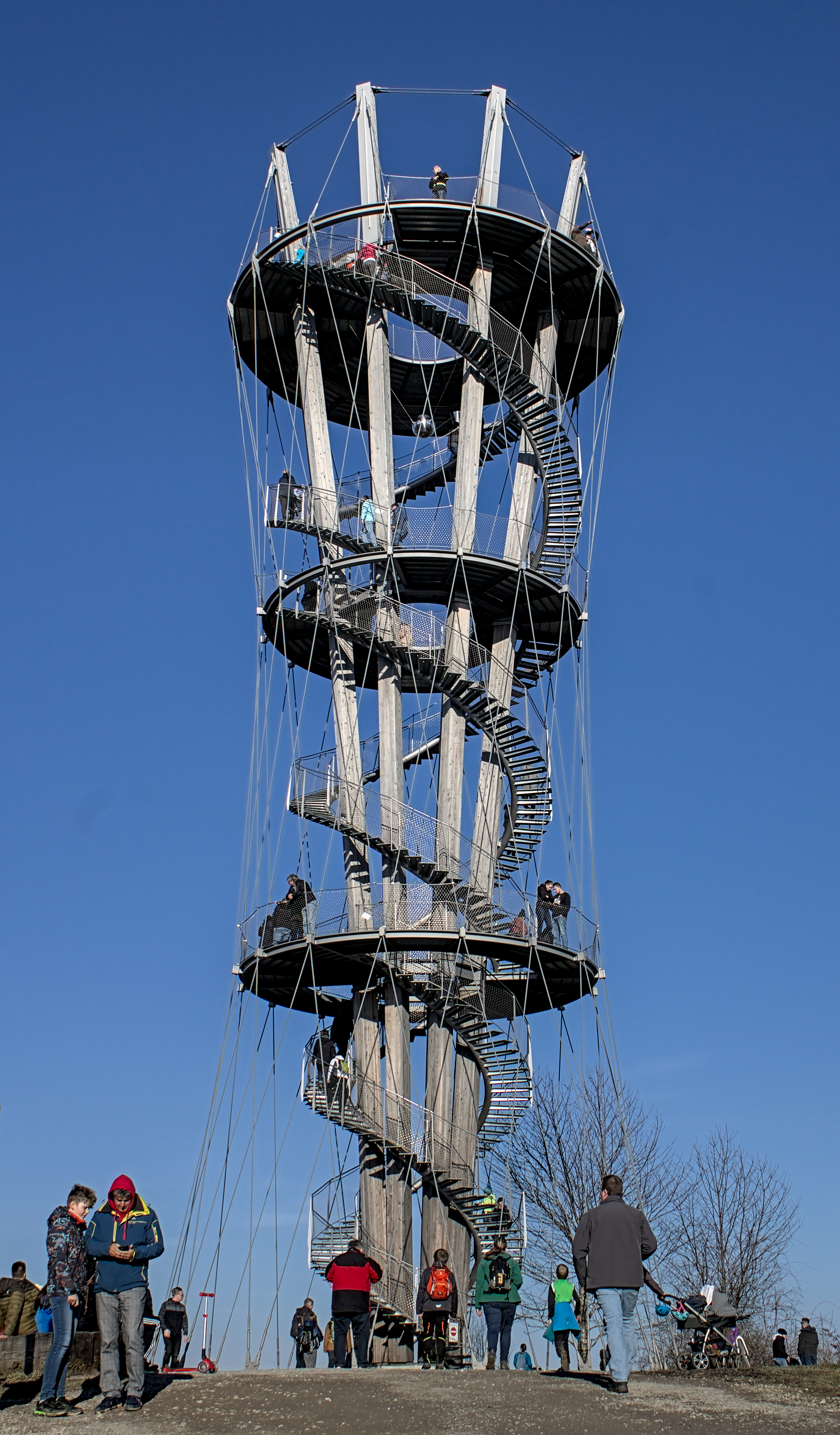
Schönbuchturm

Im Süden der Stadt befindet sich ein 1977 erbautes Hallenbad und ein 2015 eröffnetes Naturfreibad; zuvor gab es im Nordwesten nahe der Innenstadt ein eigenständiges Freibad. Das neue Naturfreibad musste nach seiner Eröffnung wegen hoher Keimbelastung des Wassers wiederholt schließen und wurde Teil einiger Satiresendungen. Die Probleme kehrten auch die folgenden Jahre häufig wieder und führen bis heute regelmäßig zu langanhaltenden Schließungen (Stand: Badesaison 2022).
Etwa drei Kilometer nordöstlich der Stadt befindet sich der Schönbuchturm.
In Herrenberg steht ein Stadion, das 1952 mit Hilfe der amerikanischen Besatzungstruppen erbaut wurde. Die Tribüne wurde 1982 errichtet.
Der Baseball- & Softballclub Herrenberg Wanderers spielte mit den Herren 2002 und 2004 in der 1. Baseball-Bundesliga, seit 2007 sind die Damen in der 1. Softball-Bundesliga vertreten. 1999 wurde die Jugendmannschaft Deutscher Meister.
Die Fußballabteilung des TV Gültstein spielte mehrere Jahre in der drittklassigen 1. Amateurliga Nordwürttemberg. 1974 qualifizierte sich der Verein für den DFB-Pokal, wo er in der ersten Runde gegen Borussia Mönchengladbach mit 0:5 unterlag. Die Männer-Fußballabteilung des VfL Herrenberg spielte schon einige Saisons in der Landesliga, zuletzt in der Saison 2011/2012, seitdem durchgehend in der Bezirksliga (Stand: Saison 2022/23). Die Erfolgsgeschichte der Frauen ist wechselhafter, so spielten sie nach mehreren Auf- und Abstiegen von 2013 bis 2016 auf der untersten Ebene (Bezirksliga), nach mehreren Aufstiegen in Folge aber von 2019 bis 2022 in der Oberliga Baden-Württemberg, wo sie am 29. Mai 2022 vorzeitig die Meisterschaft und damit den Aufstieg in die drittklassige Regionalliga Süd feierten.
Die erste Männermannschaft der Handballspielgemeinschaft SG H2Ku Herrenberg (SGH2Ku) feierte ihren größten Erfolg in der Saison 2009/2010, damals noch als SG Haslach-Herrenberg-Kuppingen, mit dem Meistertitel in der Regionalliga Süd und somit dem Aufstieg in die 2. Handball-Bundesliga, der zweiten Handballliga. Die Saison 2010/2011 beendete die SG auf Platz 14, welcher aufgrund der Liga-Restrukturierung nicht zum Klassenerhalt reichte. Im Juni 2011 erfolgte die Umbenennung in SG H2Ku Herrenberg. Das Frauenteam, bekannt unter dem Namen SG H2Kuties, ist erfolgreicher und spielt seit 2014 durchgehend in der 2. Bundesliga (Stand: April 2022). Die weibliche A-Jugend wurde in der Saison 2002/2003 deutscher Vizemeister.
Die erste Herrenmannschaft des Tennisclubs Herrenberg spielt seit 2009 der Verbandsklasse, die Herren 2 in der Bezirksliga. Die Junioren 1 spielen in der Verbandsliga und die Mädchen 1 qualifizierten sich 2009 für die Württembergische Endrunde der besten acht Mannschaften.
Zwei überregionale Sportevents haben sich mittlerweile fest etabliert. Der zweijährig stattfindende 100 km Altstadtlauf (in ungeraden Jahren) im Juni hat 1000 Teilnehmer. Die „Schönbuchtrophy“ Ende April vereint über zwei Tage ein Mountainbikerennen im Schönbuch mit dem ersten Marathon im Kreis Böblingen und weist ebenfalls weit über 1000 Teilnehmer aus.